# Seidel (Familienname)
Seidel ist ein deutscher Familienname. Er belegt Platz 79 in der Liste der häufigsten Familiennamen in Deutschland.

## Herkunft und Bedeutung
Seidel ist ein typisch schlesischer Familienname und entstand nach der germanischen Besiedlung um 1250. Er stammt vom mitteldeutschen „sedelen, sideln“ und bedeutet „sich niederlassen“.
Zwei alternative Erklärungen der Namensherkunft:
1. Aus dem alten germanischen Vornamen Siegfried, und zwar aus der Kurz- oder auch Verkleinerungsform zu Siegfried: Seidel = der kleine Siegfried.
2. Als Übernahme: Das Seidel war ein Volumenmaß für Flüssigkeiten und ein Getreidemaß. Je nach Region war das Maß verschieden.

## Namensträger

### #
- Seidel (Gärtnerfamilie), sächsische Gärtnerdynastie

### A
- Adolf Seidel (1799–1880), deutscher Buchhändler und Drucker
- Achim Seidel (Jurist) (* 1968), deutscher Jurist
- Achim Seidel (Filmeditor) (* vor 1979), deutscher Filmeditor
- Alex Seidel (1909–1989), deutscher Ingenieur und Unternehmer
- Alexander Seidel (* 1976), deutscher Dirigent, Countertenor und Organist, in der Schweiz lebend
- Alfred Seidel (1895–1924), deutscher Soziologe und Sozialphilosoph
- Alfred Seidel (1913–2001), deutscher Grafiker und Kunstmaler
- Almut Seidel (* 1940), deutsche Pädagogin, Musiktherapeutin und Hochschullehrerin
- Amalie Seidel (1876–1952), österreichische sozialdemokratische Politikerin und Frauenrechtlerin
- Andreas Seidel-Morgenstern (* 1956), deutscher Verfahrenstechniker
- Anna Seidel (Sinologin) (1938–1991), deutsche Daoismusforscherin
- Anna Seidel (Germanistin) (* 1987), deutsche Germanistin
- Anna Seidel (Handballspielerin) (* 1995), deutsche Handballspielerin
- Anna Seidel (Shorttrackerin), (* 1998), deutsche Shorttrackerin
- Annemarie Seidel (1894–1959), deutsche Schauspielerin
- Anton Seidel (1855–1925), österreichischer Politiker (DnP), Abgeordneter zum Nationalrat
- Arne Seidel (* 1968), deutscher Schriftsteller, bekannt als Ahne (Schriftsteller)
- Arthur Seidel (1883–1964), Bremer Bürgerschaftsabgeordneter (SPD)
- August Seidel (Maler) (1820–1904), deutscher Maler
- August Seidel (Politiker) (1837–1907), deutscher Politiker
- August Seidel (Linguist) (1863–1916), deutscher Linguist
- August Seidel (1837–1907), deutscher Politiker, Abgeordneter des Provinziallandtages

### B
- Benjamin Seidel (* 1991), deutscher Schauspieler und Synchronsprecher
- Bernd Seidel (Politiker) (* 1949), deutscher Politiker (SED)
- Bernd Seidel (Regisseur) (* 1953), deutscher Regisseur
- Bernhard Seidel (Chemiker) (1929–2017), deutscher Chemiker
- Bernhard Seidel (* 1959), österreichischer Ökologe, medizinischer Entomologe, Umweltaktivist, Singer-Songwriter und bildender Künstler
- Björn Seidel-Dreffke (* 1963), deutscher Philologe
- Brigitte Borell-Seidel, deutsche Klassische Archäologin
- Bruno Seidel (~1530–1591), deutscher Mediziner, Sprichwortsammler und neulateinischer Dichter
- Bruno Seidel (Politikwissenschaftler) (1909–1970), deutscher Politikwissenschaftler

### C
- Carda Seidel (* 1964), deutsche Politikerin
- Carl Seidel (1787–1844), deutscher Schriftsteller, Philosoph und Dichter
- Carlos Collado Seidel (* 1966), deutsch-spanischer Historiker
- Christian Seidel (Musiker) (auch Christian Seidl; 1832–1861), deutscher Dirigent, Pianist und Komponist
- Christian Seidel (Produzent) (* 1959), deutscher Filmproduzent und Autor
- Christian Seidel (Schauspieler) (* 1976), rumänischer Schauspieler
- Christian Seidel (Philosoph) (Christian Seidel-Saul; * 1982), deutscher Philosoph und Hochschullehrer
- Christian Timotheus Seidel (1731–1811), deutscher Architekt und Baubeamter
- Christiane Seidel (* 1988), dänisch-deutsche Schauspielerin
- Christina Seidel (* 1952), deutsche Autorin
- Christoph Matthäus Seidel (1688–1723), deutscher evangelischer Theologe
- Christoph Timotheus Seidel (1703–1758), deutscher evangelischer Theologe

### D
- David Seidel (* 1976), österreichischer Fagottist
- Dietrich Seidel (* 1938), deutscher Chemiker (klinische Chemie)
- Doreen Seidel (* 1985), deutsches Model sowie Playboy-Playmate

### E
- Eberhard Seidel (Ökonom) (* 1936), deutscher Ökonom und Hochschullehrer
- Eberhard Seidel (Politiker), deutscher Politiker
- Eberhard Seidel (Journalist) (Ehename Eberhard Seidel-Pielen; * 1955) deutscher Soziologe, Journalist und Publizist
- Edward Seidel (* 1957), US-amerikanischer Astrophysiker
- Egbert Seidel (* 1958), deutscher Mediziner
- Elke Seidel (* 1948), deutsche Politikerin (SPD, B’90/Grüne)
- Ella Seidel (* 2005), deutsche Tennisspielerin
- Emil Seidel (Politiker) (1864–1947), US-amerikanischer Politiker, 1910–1912 Bürgermeister von Milwaukee
- Emil Seidel (Musikpädagoge) (1910–2001), österreichischer Musikpädagoge und Volksliedherausgeber
- Erasmus Seidel (1594–1655), deutscher Jurist
- Erich Seidel (Mediziner) (1882–1948), deutscher Augenarzt, siehe Seidel-Test
- Erich Seidel (Schwimmer) (1884–20. Jahrhundert), deutscher Schwimmer
- Erich Seidel (Künstler) (1895–1984), deutscher Maler, Zeichner und Bildhauer
- Erich Seidel (Kanute), deutscher Kanute
- Erik Seidel (Pokerspieler) (* 1959), US-amerikanischer Pokerspieler
- Erik Seidel (Bildhauer) (* 1966), deutscher Bildhauer
- Ernst Seidel (1920–2015), deutscher Jurist und Unternehmer
- Eugen Seidel (Heimatforscher) (1862–1930), deutscher Lehrer, Heimatforscher und Museumsmitgründer
- Eugen Seidel (Linguist) (1906–1981), deutscher Linguist

### F
- Florian Seidel (* 1966), deutscher Schriftsteller
- Franz Seidel (1818–1903), deutscher Landschaftsmaler
- Franz Wilhelm Schweigger-Seidel (1795–1838), deutscher Mediziner und Chemiker
- Freimut Seidel (* 1934), ehemaliger deutscher Diplomat
- Friedhart Seidel (* 1951), deutscher Skispringer, Trainer
- Friedrich von Seidel (1554–1599), deutscher Bürgermeister
- Friedrich Seidel (Reiseschriftsteller) (um 1568–1637)
- Friedrich Seidel (Verleger) (1863–1943), deutscher Verleger
- Friedrich Seidel (Biologe) (1897–1992), deutscher Zoologe und Entwicklungsbiologe
- Friedrich Ludwig Seidel (1765–1831), deutscher Komponist und Musiker
- Frithjof Seidel (* 1997), deutscher Synchronschwimmer
- Fritz Seidel (1884–1942), deutscher Politiker (1914 SPD, seit 1919 KPD)
- Fynn Seidel (* 2004), deutscher Fußballspieler

### G
- Georg Seidel (1945–1990), deutscher Dramatiker
- Georg Friedrich Seidel (1823–1895), deutscher Architekt
- Gerd Seidel (Jurist) (* 1943), deutscher Rechtswissenschaftler und Hochschullehrer.
- Gerd Seidel (Geologe) (* 1932), deutscher Geologe.
- Gerhard Seidel (1929–2000), deutscher Philologe
- Gertraude Seidel (1924–2011), deutsche Textilgestalterin
- Günter Seidel (* 1935), deutscher Ökonom und Hochschullehrer
- Guenter Seidel (* 1960), US-amerikanischer Dressurreiter

### H
- Hagen Seidel (* 1964), deutscher Journalist
- Hanna Seidel (Fotografin) (1925–2005), deutsche Lehrerin und Fotografin
- Hanna Seidel (Regisseurin), deutsche Regisseurin und Drehbuchautorin
- Hanns Seidel (1901–1961), deutscher Politiker (CSU)
- Hans Seidel (Mediziner) (1875–1945), deutscher Chirurg
- Hans Seidel (Politiker) (1880–1959), deutscher Politiker (SPD, USPD)
- Hans Seidel (Zahnmediziner) (1886–1933), deutscher Zahnmediziner und Hochschullehrer
- Hans Seidel (1914–1933), deutscher Arbeitersportler, Opfer am Eisleber Blutsonntag
- Hans Seidel (Ökonom) (1922–2015), österreichischer Wirtschaftswissenschaftler und Wirtschaftshistoriker
- Hans Seidel (Theologe) (1929–2021), deutscher evangelischer Theologe und Alttestamentler
- Hans-Georg von Seidel (1891–1955), deutscher Luftwaffengeneral
- Hans-Peter Seidel (* 1958), deutscher Informatiker
- Hans-Christoph Seidel (* 1962), Historiker und Sozialwissenschaftler
- Harald Seidel (1945–2023), deutscher Politiker (SPD)
- Harry Seidel (1938–2020), deutscher Radsportler und Fluchthelfer
- Heide Seidel (* 1943), deutsche Politikerin (SPD)
- Heiko Seidel (* 1966), deutscher Kabarettist und Schauspieler
- Heinrich Seidel (1842–1906), deutscher Ingenieur und Schriftsteller
- Heinrich Alexander Seidel (1811–1861), deutscher Pfarrer und Schriftsteller
- Heinrich Wolfgang Seidel (1876–1945), deutscher Pfarrer und Schriftsteller
- Heinz Seidel (* 1931), deutscher Skilangläufer
- Helmut Seidel (1929–2007), deutscher Philosoph
- Hermann Seidel (Gärtner) (Traugott Jacob Hermann Seidel; 1833–1896), deutscher Gärtner
- Hermann Seidel (Mediziner) (1855–1895), deutscher Mediziner
- Hermann Seidel (Unternehmer) (1922–1996), deutscher Unternehmer und Firmengründer
- Hinrich Seidel (1931–2020), Präsident der Universität Hannover

### I
- Ilse Seidel (1905–1997), Ehefrau des bayerischen Politikers Hanns Seidel
- Ina Seidel (1885–1974), deutsche Schriftstellerin

### J
- Jakob Seidel (1546–1615), deutscher Mediziner und Hochschullehrer
- Jan Seidel (* 1984), deutscher Fußballschiedsrichter
- Janet Seidel (1955–2017), australische Jazzsängerin und Pianistin
- Joachim Seidel (* 1960), deutscher Autor und Journalist
- Jochen Seidel (1924–1971), deutscher Maler und Grafiker
- Johan Jacob Seidel (1919–2001), niederländischer Mathematiker
- Johann Seidel (Jurist) (1549–1604), deutscher Jurist und Politiker
- Johann Christian Seidel (1699–1773), deutscher Theologe und Astronom
- Johann Esaias von Seidel (1758–1827), deutscher Drucker, Verleger und Publizist
- Johann Heinrich Seidel (1744–1815), deutscher Gärtner und Pflanzenzüchter
- Johann Julius Seidel (1810–1856), deutscher Organist
- Johann Max Seidel (1795–1853), deutscher Schauspieler
- Johannes Seidel (1917–1988), deutscher Politiker (SPD), Mitglied des Abgeordnetenhauses von Berlin
- Johannes Georg Seidel (1927–2017), deutscher Talsperren-Bauingenieur
- Jörg Seidel (* 1967), deutscher Jazz-Musiker
- Josef Seidel (1859–1935), deutsch-böhmischer Fotograf
- Juliane Seidel (* 1983), deutsche Grafikdesignerin und Schriftstellerin
- Johannes Jürgen Seidel (1945–2019), Schweizer reformierter Theologe, Kirchenhistoriker und Autor
- Jürgen Seidel (* 1948), deutscher Politiker (CDU)
- Jürgen Seidel (Autor) (* 1948), deutscher Autor
- Jürgen Seidel (Maler) (1924–2014), deutscher Maler und Grafiker
- Jutta Seidel (Bürgerrechtlerin), (* 1950), deutsche Bürgerrechtlerin, Mitgründerin des Neuen Forum
- Jutta Regine Seidel (1931–2017), deutsche Historikerin

### K
- Karin Seidel-Kalmutzki (* 1960), deutsche Politikerin (SPD), siehe Karin Halsch
- Karl Seidel (Mediziner) (* 1930), deutscher Arzt und Parteifunktionär (SED)
- Karl Seidel (Diplomat) (1930–2022), deutscher Diplomat
- Karl Alexander Seidel (* 1995), deutscher Schauspieler
- Karl August Gottlieb Seidel (1754–1822), deutscher Schriftsteller und Bibliothekar
- Käthe Seidel (1907–1990), deutsche Lehrerin, Limnologin, Proponentin der Binse
- Katrin Seidel (* 1967), deutsche Politikerin (Die Linke), MdA
- Klaus Seidel (* 1933), deutscher Fußballspieler

- Kurt Seidel (Historiker) (1921–2001), deutscher Historiker
- Kurt Seidel (Rennfahrer), deutscher Motorradrennfahrer
- Kurt Otto Seidel (1941–2023), deutscher Germanist und Hochschullehrer
- Kurt-Werner Seidel (1930–1990), deutscher Feuerwehrmann

### L
- Lara Seidel (* 2003), deutsche Handballspielerin
- Lasse Seidel (* 1993), deutscher Handballspieler
- Leo Seidel (* 1977), deutscher Fotograf und Fotodesigner
- Leon Seidel (* 1996), deutscher Schauspieler
- Lise Seidel (* 2006), deutsche Schwimmerin
- Ludwig Seidel (1821–1896), deutscher Mathematiker, Optiker und Astronom, siehe Philipp Ludwig von Seidel
- Ludwig Seidel (Verleger) (1835–1900), österreichischer Buchhändler und Verleger
- Ludwig von Seidel (Beamter) (1869–1948), deutscher Jurist und Justizbeamter
- Ludwig Wilhelm Seidel (1802–1894), österreichischer Buchhändler und Verleger

### M
- Manfred Seidel (* 1928), deutscher Offizier im besonderen Einsatz des Ministeriums für Staatssicherheit der DDR
- Manfred Seidel (Fußballspieler) (1928–2005), deutscher Fußballspieler
- Manfred Seidel (Leichtathlet) (* 1949), deutscher Leichtathlet
- Mario Seidel (* 1995), deutscher Fußballspieler
- Marion Großklaus-Seidel (* 1957), deutsche Pfarrerin, Pädagogin, Hochschullehrerin und Hochschulpräsidentin
- Markus Seidel (* 1969), deutscher Schriftsteller
- Martin Seidel (Märtyrer) (1898–1945), deutsches NS-Opfer
- Martin Seidel (Politiker) (1898–1945), deutscher Politiker (NSDAP), MdR und SA-Führer
- Martin Seidel (Jurist) (1932–2018), deutscher Jurist
- Martin Seidel (Kunsthistoriker) (* 1958), deutscher Kunsthistoriker
- Martin Friedrich Seidel (1621–1693), deutscher Historiker
- Marvin Seidel (* 1995), deutscher Badmintonspieler
- Max Seidel (Fotojournalist) (1904–1993), deutscher Fotojournalist und Fotograf
- Max Seidel (Politiker) (1906–1983), deutscher Politiker (SPD)
- Max Seidel (Holzschnitzer) (1907–1994), deutscher Holzschnitzer
- Max Seidel (Kunsthistoriker) (* 1940), Schweizer Kunsthistoriker
- Max Johann Seidel (1790–1855), österreichischer Tenorbuffo, Schauspieler, Regisseur und Librettist
- Maximilian Seidel (* 1989), deutscher Schauspieler
- Michael Seidel (* 1965), deutscher Journalist
- Mika Seidel (* 2002), deutscher Schauspieler
- Molly Seidel (* 1994), amerikanische Langstreckenläuferin
- Moritz Seidel (Mediziner) (1836–1912), deutscher Internist und Pharmakologe
- Moritz Seidel (Politiker) (1853–1926), deutscher Verwaltungsjurist

### N
- Nickel Seidel, Dresdner Ratsherr und Bürgermeister
- Norbert Seidel (* 1939), deutscher Jurist

### O
- Oliver Seidel (* 1987), deutscher Pianist und Komponist
- Otto Seidel (1908–1967), deutscher Arzt

### P
- Patrick Seidel (* 1993), deutscher Basketballtrainer und -spieler
- Paul Seidel (Kunsthistoriker) (1858–1929), deutscher Kunsthistoriker und Museologe
- Paul Seidel (Chemiker) (1867–1951), deutscher Chemiker
- Paul Seidel (Fußballspieler) (* 2006), deutscher Fußballspieler
- Paul Seidel (Physiker) (* 1952), deutscher Physiker und Hochschullehrer
- Paul Seidel (Radsportler), (1913–1940), deutscher Radrennfahrer
- Paul Seidel (Mathematiker) (* 1970), italienisch-schweizerischer Mathematiker
- Peggy Seidel, deutsche Eiskunstläuferin
- Peter Seidel (* 1951), deutscher Fotograf
- Philipp Seidel (1755–1820), deutscher Diener von Johann Wolfgang von Goethe, siehe Goethes Diener #Philipp Seidel (1775–1788)
- Philipp Ludwig von Seidel (1821–1896), deutscher Mathematiker, Optiker und Astronom

### R
- Richard Seidel (Politiker) (1872–1947), österreichischer Politiker (SdP), Abgeordneter zum Nationalrat
- Richard Seidel (Gewerkschafter) (1882–1951), deutscher Gewerkschafter und Redakteur
- Richard Seidel (Produzent), US-amerikanischer Musikproduzent
- Robert Seidel (Pädagoge) (1850–1933), deutsch-schweizerischer Pädagoge, Publizist und Politiker (SP)
- Robert Seidel (Boxer) (1918–1982), Schweizer Boxer
- Robert Seidel (Philologe) (* 1962), deutscher Germanist und Hochschullehrer
- Roby Seidel (1942–2014), Schweizer Saxophonist, Arrangeur und Komponist
- Rolf Seidel (* 1953), deutscher Politiker (CDU), Landtagsabgeordneter in Sachsen
- Rosemarie Seidel (1940–1998), deutsche Tischtennisspielerin
- Rudolf Seidel (Politiker, 1862) (1862–1937), deutscher Manager und Politiker (DVP), MdL Preußen
- Rudolf Seidel (Politiker, 1921) (* 1921), deutscher Politiker (FDP, CDU)

### S
- Sabine Seidel (* 1956), deutsche Fußballspielerin und Fußballtrainerin
- Sebastian Seidel (Fußballspieler) († 1914), deutscher Fußballspieler
- Sebastian Seidel (* 1971), deutscher Theaterautor, Regisseur und Theaterleiter
- Siegfried Seidel-Dittmarsch (1887–1934), deutscher Politiker (NSDAP)
- Siegfried Seidel (1925–1991), deutscher Literaturwissenschaftler
- Siegrun Seidel (* 1958), deutsche Politikerin (CDU), MdL
- Signe Seidel (* 1940), österreichische Schauspielerin
- Silvana Seidel Menchi (* 1938), italienische Historikerin
- Silvia Seidel (1969–2012), deutsche Schauspielerin
- Slava Seidel (* 1974), deutsche Künstlerin
- Sören Seidel (* 1972), deutscher Fußballspieler
- Stan Seidel (1951–2000), US-amerikanischer Drehbuchautor

### T
- Theodor Seidel (* 1931), deutscher Jurist und Richter
- Therese Seidel (* 1942), deutsche Anglistin
- Thomas A. Seidel (* 1958), evangelischer Theologe
- Tim Seidel (* 1982), deutscher Schauspieler
- Tina Seidel (* 1974), deutsche Psychologin und Bildungsforscherin
- Toscha Seidel (1899–1962), russischer Violinist
- Tülay Sözbir-Seidel (* 1972), deutsch-türkische Grafikerin und Illustratorin

### U
- Ulrich Seidel (* 1954), deutscher Politiker (CDU)
- Uwe Seidel (Theologe) (1937–2007), deutscher evangelischer Theologe und Autor
- Uwe Diederichs-Seidel (* 1966), deutscher Politiker (Bündnis 90/Die Grünen)
- Uwe Seidel (Handballspieler) (* 1969), deutscher Handballspieler

### W
- Walter Seidel (Manager) (1876–1944), deutscher Bankmanager
- Walter Seidel (Theologe) (1926–2010), deutscher Theologe
- Walter Seidel (Fußballspieler) (1930–2007), deutscher Fußballtorhüter
- Walter Seidel (Maler) (* 1950), deutscher Maler
- Walter Müller-Seidel (1918–2010), deutscher Germanist und Hochschullehrer
- Werner Seidel (1938–2014), deutscher Mikrobiologe, Virologe und Hochschullehrer
- Wilfried Seidel (Politiker) (* 1939), deutscher Politiker (SED), Oberbürgermeister von Potsdam
- Wilfried Seidel (Mathematiker) (* 1950), deutscher Mathematiker und Hochschullehrer
- Wilhelm Seidel (1935–2020), deutscher Musikwissenschaftler und Hochschullehrer
- Willi Seidel (1885–1976), deutscher Beamter und Politiker
- Willy Seidel (1887–1934), deutscher Schriftsteller
- Wladimir Seidel (1906–1981), US-amerikanischer Mathematiker russischer Herkunft
- Wolfgang Seidel (1491/1492–1562), deutscher Theologe, siehe Wolfgang Seidl (Theologe)
- Wolfgang Seidel (Rennfahrer) (1926–1987), deutscher Automobilrennfahrer
- Wolfgang Seidel (Mediziner) (* 1931), deutscher Mediziner
- Wolfgang Seidel (Graveur) (* 1946), österreichischer Graveur
- Wolfgang Seidel (Musiker) (* 1949), deutscher Musiker
- Wolfgang Seidel (Autor) (* 1953), deutscher Autor
- Wolfgang Seidel (Psychologe) (* 1963), deutscher Psychologe
- Wolfram Seidel (* 1967), deutscher Chemiker und Hochschullehrer